# (7551) Edstolper
(7551) Edstolper – planetoida należąca do zewnętrznej części pasa głównego asteroid okrążająca Słońce w ciągu 5 lat i 277 dni w średniej odległości 3,21 j.a. Została odkryta 2 marca 1981 roku w Siding Spring Observatory w Australii przez Schelte Busa. Nazwa planetoidy pochodzi od Edwarda M. Stolpera (ur. 1952), profesora geologii California Institute of Technology. Przed nadaniem nazwy planetoida nosiła oznaczenie tymczasowe (7551) 1981 EF26.